# Magnet Hill
Der Magnet Hill (englisch für Magnethügel) ist ein kleiner, markanter und 570 m hoher Hügel auf der Trinity-Halbinsel im Norden des Grahamlands auf der Antarktischen Halbinsel. Er ragt 6 km nordöstlich der Camel Nunataks aus dem Mott-Schneefeld auf.
Der Hügel war Standort für magnetometrische und topographische Vermessungen durch den Falkland Islands Dependencies Survey im Jahr 1959, was sich in seiner Benennung widerspiegelt.